# Baselios Cyril I
Baselios Cyril I (ur. 30 czerwca
1956) – duchowny Niezależnego Kościoła Malabarskiego, od 2001 metropolita Thozhiyur i jednocześnie głowa tego Kościoła.